# Керборс
Кербо́рс (фр. Kerbors, брет. Kerborzh) — коммуна во Франции, находится в регионе Бретань. Департамент — Кот-д’Армор. Входит в состав кантона Трегье. Округ коммуны — Ланьон.
Код INSEE коммуны — 22085.

## География
Коммуна расположена приблизительно в 410 км к западу от Парижа, в 140 км северо-западнее Ренна, в 50 км к северо-западу от Сен-Бриё.
Коммуна расположена на восточном берегу эстуария реки Жоди.

## Население
Население коммуны на 2016 год составляло 314 человек.
| 1962 | 1968 | 1975 | 1982 | 1990 | 1999 | 2008 | 2016 |
| ---- | ---- | ---- | ---- | ---- | ---- | ---- | ---- |
| 483  | 427  | 368  | 318  | 321  | 329  | 326  | 314  |

## Администрация
| Период | Период | Фамилия              | Партия       | Примечания |
| ------ | ------ | -------------------- | ------------ | ---------- |
| 1971   | 1985   | Ив Жакоб             |              |            |
| 1985   | 2008   | Габриель Мазо        |              |            |
| 2008   | 2014   | Жан-Франсуа Ле Бекон | Разные левые | пенсионер  |

## Экономика
В 2007 году среди 202 человек в трудоспособном возрасте (15—64 лет) 125 были экономически активными, 77 — неактивными (показатель активности — 61,9 %, в 1999 году было 64,2 %). Из 125 активных работали 117 человек (68 мужчин и 49 женщин), безработных было 8 (3 мужчин и 5 женщин). Среди 77 неактивных 15 человек были учениками или студентами, 39 — пенсионерами, 23 были неактивными по другим причинам.

## Достопримечательности
- Усадьба Керо (XV век). Исторический памятник с 1983 года[3]
- Галерея-мегалит (гробница коридорного типа) Ман-ар-Рёмпе (эпоха неолита). Исторический памятник с 1957 года[4]

## Фотогалерея

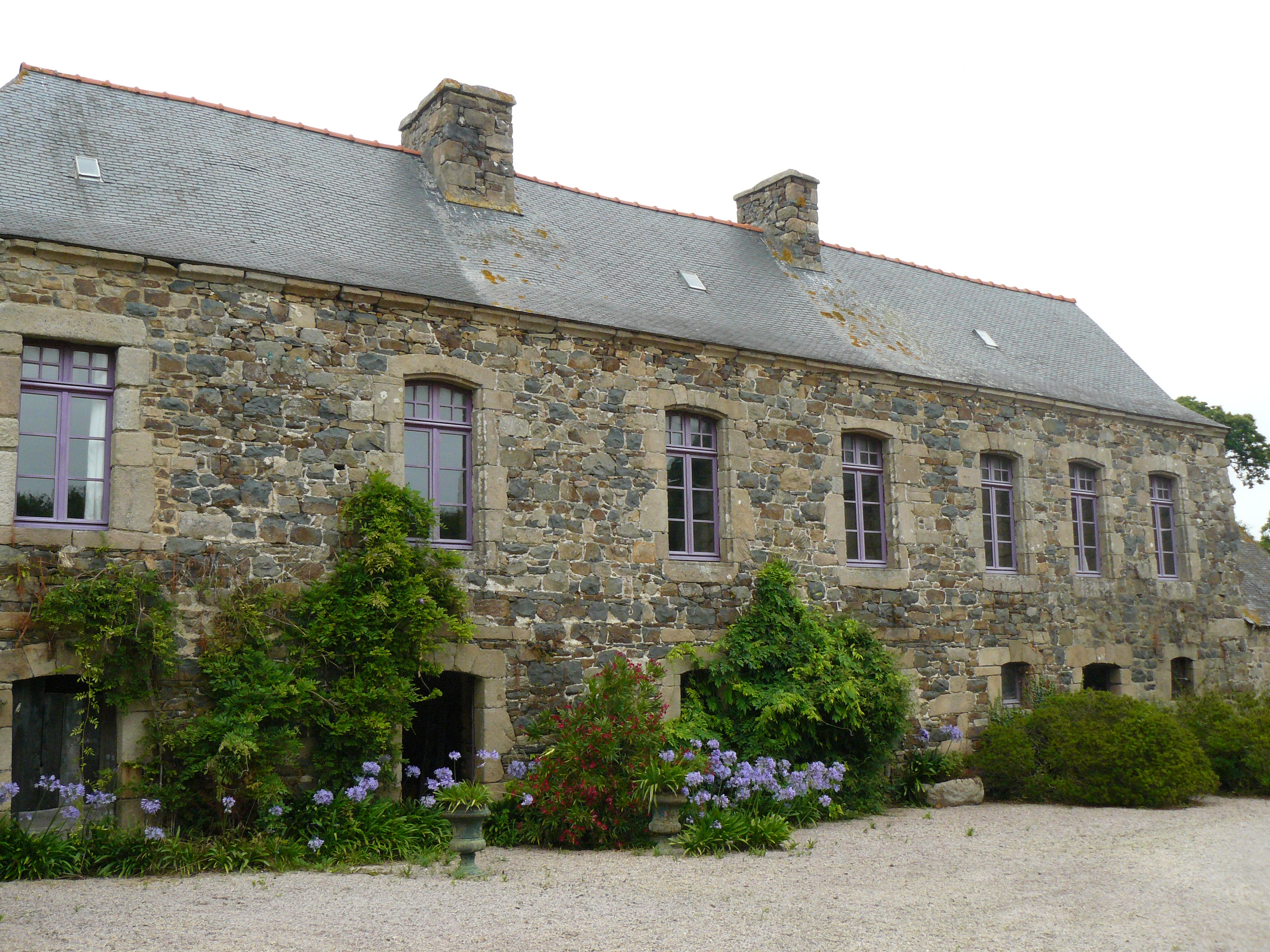
Усадьба Керо
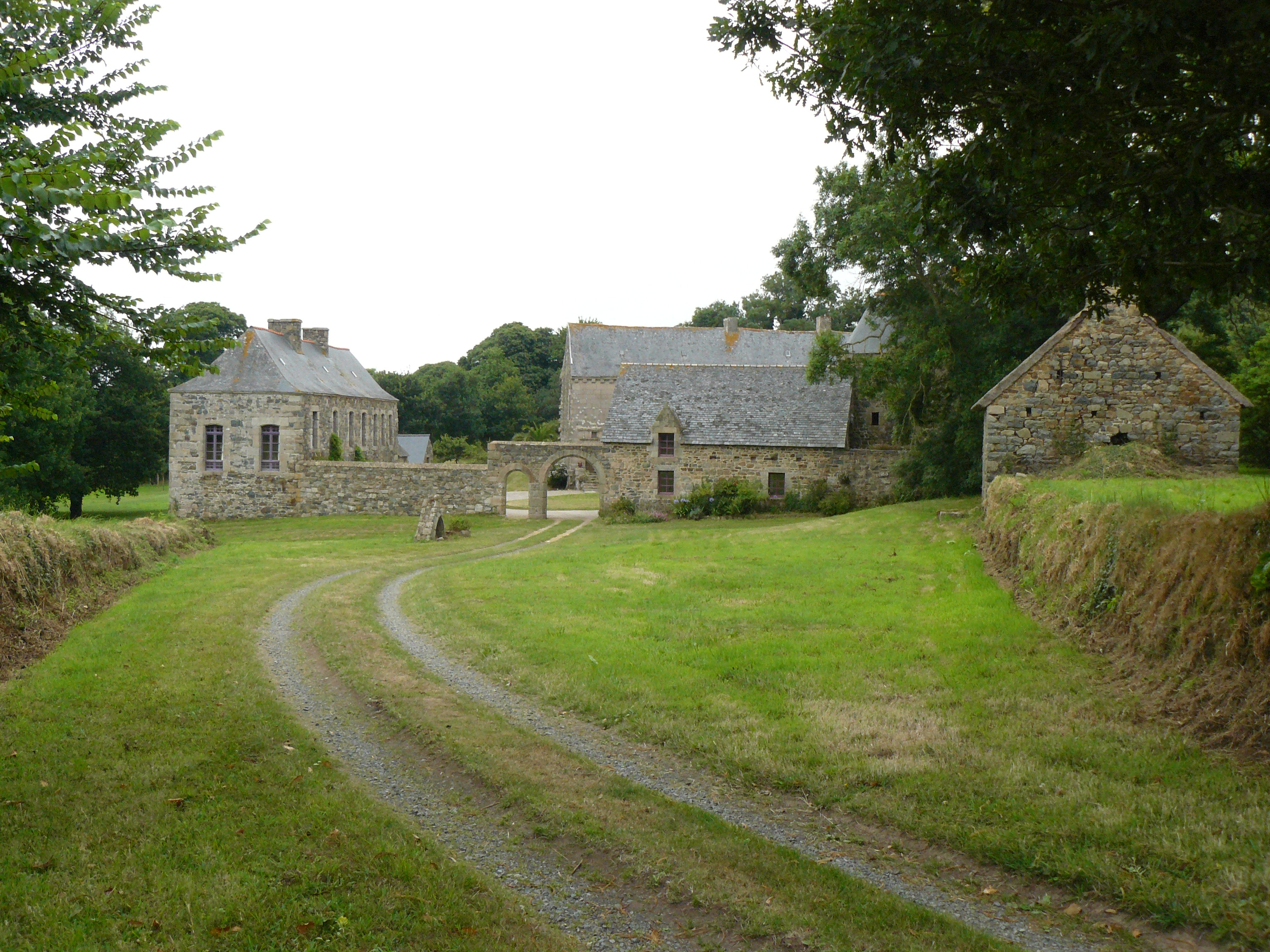
Усадьба Керо
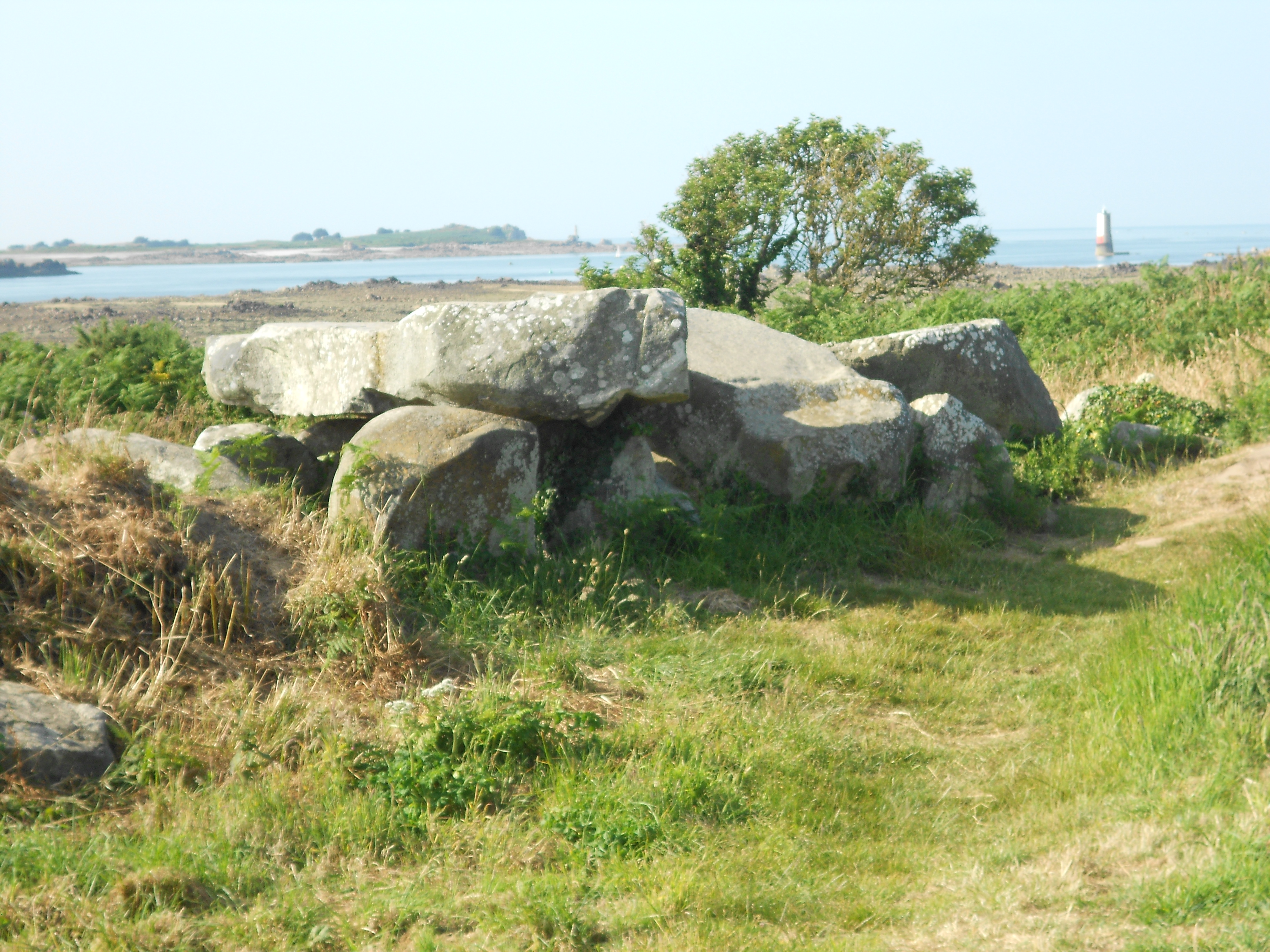
Галерея-мегалит Ман-ар-Рёмпе
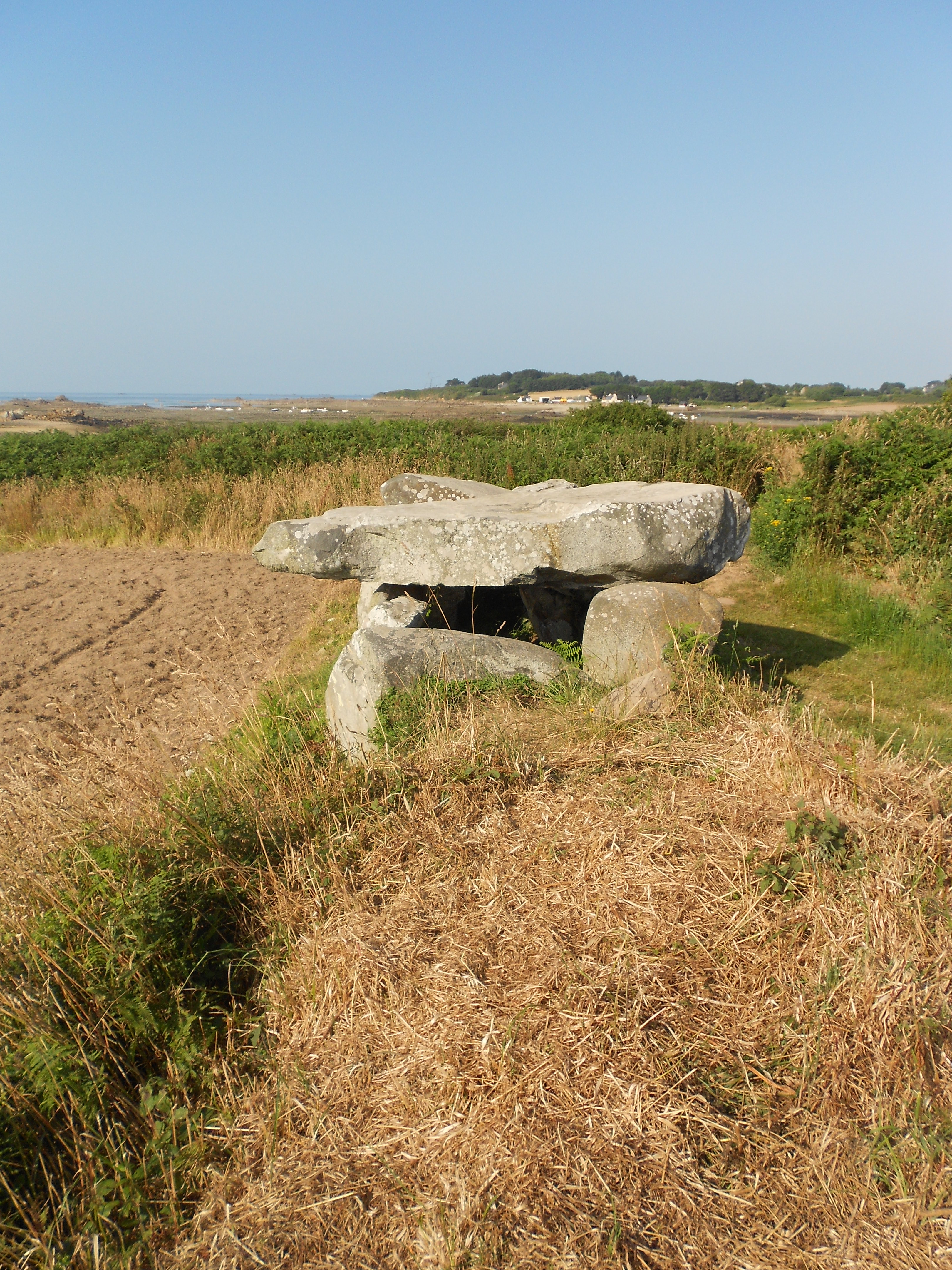
Галерея-мегалит Ман-ар-Рёмпе